# Ranch (nước xốt)
Ranch là một loại nước xốt cho salad, làm từ hỗn hợp buttermilk, muối, tỏi, hành tây, mù tạt, rau thơm (thường là hành tăm, rau mùi tây và thì là) cùng với gia vị (hồ tiêu, ớt bột và hạt mù tạt), xốt mayonnaise và các phụ gia khác.

## Lịch sử
Đầu những năm 1950, Steve Henson, một nhà thầu người Mỹ ở bang Alaska, sáng chế ra một loại nước xốt cho salad. Đến năm 1954, ông và vợ, bà Gayle, mở một trại chăn nuôi Hidden Valley Ranch ở California, nơi cả hai bán món xốt ranch. Được người dân ưa chuộng, ông bà bắt đầu kinh doanh món xốt này. Họ đóng hộp và bán ở dạng thành phẩm lẫn dạng cần trộn thêm buttermilk và xốt mayonnaise. Tháng 10 năm 1972, thương hiệu Hidden Valley Ranch được Clorox mua lại với giá 8 triệu USD.

## Hình ảnh

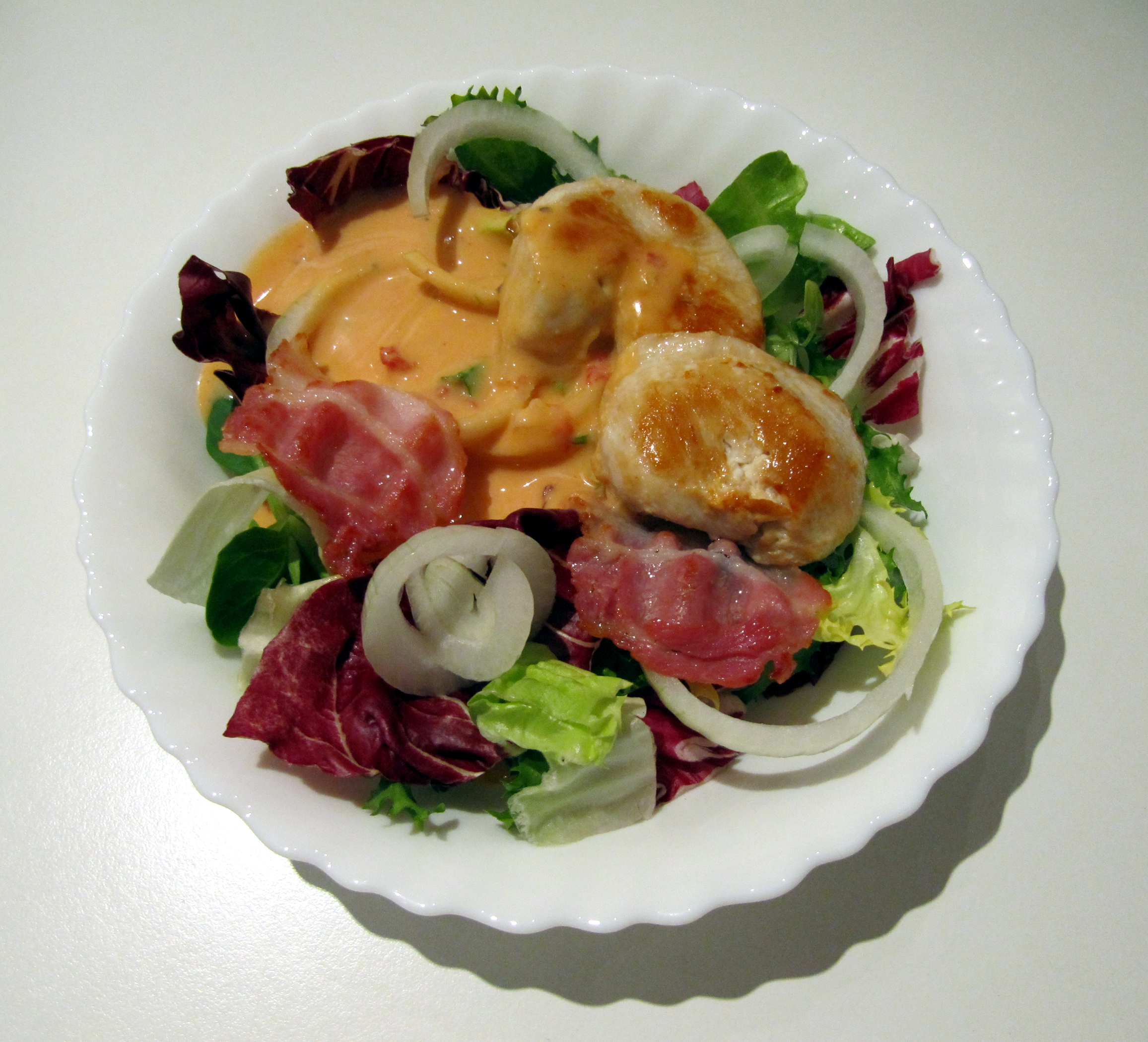
Đĩa ăn có trộn thêm xốt ranch kiểu Đức
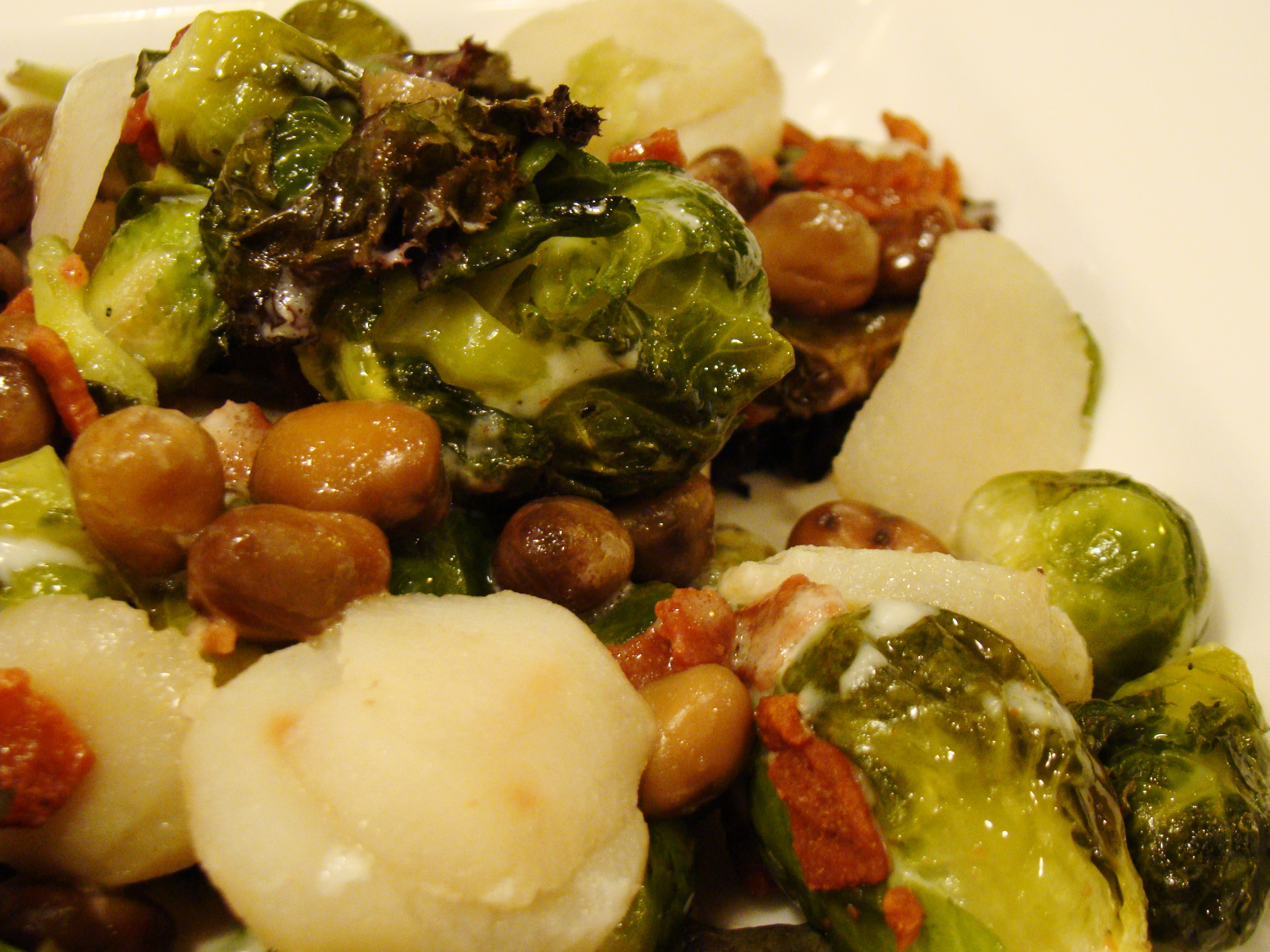
Salad có cải Brussels, hạt đậu, đậu phụ trộn với xốt ranch